# Гидромост
«Гидромост» (также дирекция заказчика заказчика «Гидромост», ГУП ДЗ «Гидромост») — государственное унитарное предприятие, часть Комплекса городского хозяйства города Москвы.
Создано в 1989 году для осуществления «функций заказчика» по отношению к мостам и другим гидротехническим сооружениям Москвы, в том числе технического надзора, эксплуатации, управления строительством и капитальным ремонтом. Позднее в ведение Гидромоста перешли также пешеходные переходы, фонтаны, набережные и водные объекты, а также памятники.
На 2010 год в ведении Гидромоста находились:
- 502 моста;
- 38 транспортных тоннелей;
- 81 наземных (остеклённых) и 375 подземных пешеходных переходов;
- 42 фонтана;
- 100 набережных (общая длина 124.1 км);
- 234 пруда и других водоемов;
- 201 водоочистное сооружение;
- 6000 км водосточной сети.